# رائد سالم
رائد سالم (من مواليد 16 مايو 1982) هو لاعب رياضي مصري بارالمبي، متخصص برياضة رمي الرمح البارالمبي. ويتنافس ضمن الفئة F57. حيث فاز بالميداليات البرونزية في احداث دورة الألعاب البارالمبية لعام 2012 وبطولة العالم 2013.